# Кантон (Северна Каролина)
Кантон (енгл. Canton) град је у америчкој савезној држави Северна Каролина.

## Демографија
По попису из 2010. године број становника је 4.227, што је 198 (4,9%) становника више него 2000. године.
| Група             | 2000.         | 2010.         |
| Белци             | 3.822 (94,9%) | 3.848 (91,0%) |
| Афроамериканци    | 64 (1,6%)     | 77 (1,8%)     |
| Азијати           | 4 (0,1%)      | 5 (0,1%)      |
| Хиспаноамериканци | 97 (2,4%)     | 211 (5,0%)    |
| Укупно            | 4.029         | 4.227         |